# Bosque mixto balcánico
El bosque mixto balcánico es una ecorregión de la ecozona paleártica, definida por WWF, que ocupa gran parte de Bulgaria (salvo los montes Ródope),con clima templado y que se extiende por los países vecinos.

## Descripción
Es una ecorregión de bosque templado de frondosas que ocupa 224 400 kilómetros cuadrados en Bulgaria, el norte y centro-sur de Macedonia del Norte, el noreste de Grecia, gran parte de la Turquía europea, el sur de Rumania, el centro y sur de Serbia y pequeñas áreas fronterizas con este país de Albania, Montenegro y Bosnia y Herzegovina.

## Flora
Son característicos los bosques mixtos dominados por el roble de Hungría (Quercus frainetto) y, en los valles más altos y en las laderas más resguardadas, por el haya (Fagus sylvatica), el carpe oriental (Carpinus orientalis) y el carpe blanco (Carpinus betulus). También hay bosques de coníferas, con pinos, abeto blanco (Abies alba) y pícea de Noruega (Picea abies); además de dehesas, praderas y la vegetación conocida con el nombre de shiblyak, semejante a la garriga mediterránea.

## Fauna
La herpetofauna de esta ecorregión es de las más diversas de Europa. este lugar ocupa muchas especies de animales como osos. 

## Estado de conservación
En peligro crítico.